# Eduardo Muñoz (político)
Eduardo Muñoz Inchausti (Valparaíso, 1975) es un académico y político chileno. Actual Director de la Escuela de Administración Pública de la Universidad de Valparaíso.
Ex militante del Partido Socialista de Chile hasta enero de 2020 y actualmente parte del Movimiento UNIR. Fue el Subsecretario más joven nombrado por la Presidenta Michelle Bachelet Jeria durante su primer período.

## Trayectoria
Fue presidente del centro de alumnos de Administración Pública UV 2004.
Es Administrador Público Licenciado por la Universidad de Valparaíso y Magíster en Relaciones Internacionales por la Pontificia Universidad Católica de Valparaíso y ha desempeñado una serie de funciones públicas desde su egreso, destacando sus nombramientos como Subsecretario de Cultura, Subdirector Administrativo (TyP) de la Dirección Nacional de Aduanas y Académico Jornada Completa de la Universidad de Valparaíso. Se postuló como candidato a concejal por Valparaíso en 2012.
Actualmente se desempeña como Director de la Escuela de Administración Pública de la Universidad de Valparaíso.